# Prohlášení za mrtvého
Prohlášení za mrtvého je jedním z českých soudních nesporných řízení, kterým se závazně určuje smrt člověka, jestliže je nezvěstný a je pravděpodobné, že již nežije, ale nelze to zjistit jiným způsobem, zejména lékařským ohledáním a vystavením úmrtního listu (domněnka smrti). V tomto řízení je také možné provést důkaz smrti, když není jen pravděpodobné, ale je zcela jisté, že už nežije, ale také to nelze jiným způsobem prokázat. Hmotněprávní úprava je obsažena v § 26 odst. 2 a § 71–76 občanského zákoníku, procesní pravidla jsou dána § 54–58 zákona o zvláštních řízeních soudních.
Institut prohlášení za mrtvého je vázán na právní existenci člověka, právní osobnost. Způsobilost fyzické osoby vystupovat jako subjekt práva vzniká narozením, resp. početím, pokud se narodí živá (tzv. nasciturus), smrtí tato způsobilost zanikne. Protože je pak např. i z hlediska pozůstalosti důležité vědět, zda určitá osoba opravdu zemřela a případně kdy přesně se tak stalo, není-li jiná šance to zjistit, je možné na základě takového právního zájmu podat návrh k místně příslušnému okresnímu soudu, aby ten danou osobu prohlásil za mrtvou. Jde-li o důkaz smrti, může soud řízení zahájit i bez návrhu. Do již zahájeného řízení může vstoupit státní zastupitelství, aby zde hájilo veřejný zájem, stejně tak může samo podat návrh na zahájení řízení. Prohlášením za mrtvého zaniká manželství i registrované partnerství, a to dnem, který je určen jako den smrti. Zjistí-li se později, že člověk je naživu, k prohlášení se dále nepřihlíží, manželství nebo partnerství se už ale neobnovuje.

## Domněnka smrti
Soud může prohlásit člověka za mrtvého pouze na návrh osoby, která na tom má právní zájem, a jestliže je dána vážná pochybnost, že nezvěstný je živý. Návrhu nelze vyhovět, pokud neuplynula předepsaná lhůta, v níž se navíc o nezvěstném nesmí objevit žádná zpráva, ze které by bylo možné usuzovat, že je ještě naživu. Obecně je stanovena na pět let počítaných od konce roku, v němž došlo k prohlášení za nezvěstného. Jestliže ale k tomuto prohlášení nedošlo, ačkoli člověk opustil své bydliště, zdržuje se neznámo kde a nepodal o sobě žádnou zprávu, až po uplynutí sedmi let od poslední zprávy o něm (případně tří let, pokud byl účasten události, kde byl v ohrožení života větší počet osob). V případě nezvěstného, který ještě nedovršil 18 let věku, však vždy nejdříve až po uplynutí 25 let od jeho narození.
Prohlásí-li soud nezvěstného za mrtvého, určí zároveň v rozsudku den, který platí za den smrti, popřípadě den, který nezvěstný zřejmě nepřežil. Takové konstitutivní rozhodnutí o osobním stavu vytvoří vyvratitelnou právní domněnku smrti, zjistí-li se později, že člověk je naživu, k rozhodnutí se nepřihlíží a rozsudek se zruší. Zjistí-li se, že zemřel jiného dne, soud rozhodne o změně dne smrti.

## Důkaz smrti
Specifickým druhem prohlášení za mrtvého je důkaz smrti, kdy je naprosto jisté, že určitá osoba zemřela, ale kdy to nelze dokázat předepsaným způsobem (ohledání mrtvoly lékařem a vydání úmrtního listu). Např. jestliže se daná osoba zcela jistě zúčastnila letu, který skončil leteckou katastrofou, nikdo nepřežil, ale zároveň není možné zemřelé pasažéry identifikovat. Řízení je stejné jako u domněnky smrti, neposuzuje se ale nezvěstnost člověka a soud zde rozhoduje i bez kvalifikovaného návrhu, postačí, pokud se o takové skutečnosti dozví hodnověrným způsobem.